# بيرند غريس
بيرند غريس (بالألمانية: Bernd Gries)‏ هو لاعب كرة قدم ألماني في مركز الهجوم، ولد في 26 مايو 1968. لعب مع نادي هامبورغ 08.

## وصلات خارجية
- بيرند غريس على موقع قاعدة بيانات كرة القدم.إي يو (الإنجليزية)
- بيرند غريس على موقع بيانات كرة القدم. دي إي (الألمانية)
- بيرند غريس على موقع عالم كرة القدم.نت (الإنجليزية)